# 广福乡
广福乡，是中华人民共和国广西壮族自治区桂林市永福县下辖的一个乡镇级行政单位。

## 行政区划
广福乡下辖以下地区：
广福村、龙溪村、大石村、龙桥村、马陂村、矮岭村、德安村和上寨村。

## 交通
- 京九铁路、向潭铁路：江家站